# Giovanni Scaramuzza
Giovanni Domenico Scaramuzza (Rivolta d'Adda, 1818 – Roma, 16 aprile 1844) è stato un pittore italiano ottocentesco.

## Biografia
Originario di una famiglia del paese cremonese di Rivolta d'Adda, nel 1831 si iscrive all'Accademia Carrara di Bergamo, che frequenta fino al 1843 insieme a Giacomo Trecourt e Giovanni Carnovali sotto la guida del maestro Giuseppe Diotti e dove nel 1836 ottiene un premio per il ritratto Il Gladiatore ferito.
Nel 1838 cinque suoi ritratti vengono presentati alla mostra dell'Accademia Carrara, dove nel 1839 espone il ritratto del padre Girolamo, uno studio dal vero e una Prima comunione di San Luigi Gonzaga commissionata da don Francesco Taschini, rettore del Ginnasio Celana, nel 1840 con i colleghi dell'Accademia Enrico Scuri, Giuseppe Rillosi e Francesco Bergametti realizza San Lorenzo e Sant'Eugenia in adorazione del Santissimo, attualmente irreperibile, per la chiesa parrocchiale di San Lorenzo a Lodi e nel 1841 due ritratti, tra cui il Ritratto del sarto Giuseppe Pallavicini, per anni identificato come un autoritratto dello stesso Scaramuzza.
Nel 1842 l'amico Giacomo Trecourt esegue un Ritratto del pittore Giovanni Scaramuzza, oggi esposto presso l'Accademia Carrara.
Nello stesso anno, Scaramuzza partecipa all'Esposizione di Brera con San Giovanni Battista che predica alle turbe, commissionato da Vincenzo Bettoni per la chiesa parrocchiale di Palazzago.
Muore improvvisamente nel 1844 a Roma, dove era giunto per studi di perfezionamento, all'età di ventisei anni.
Nel 1847 l'amico Francesco Corbari gli dedica un ritratto postumo.
(Delle arti del disegno e degli artisti nelle provincie di Lombardia, 1862)

## Stile
Scaramuzza dedica la sua breve produzione artistica principalmente alla produzione di ritratti, con digressioni nella pittura sacra.
Il Ritratto del sarto Giuseppe Pallavicini è considerato dalla critica contemporanea come l'opera di maggior successo dell'artista cremonese, dove propone uno stile intermedio tra il rigoroso classicismo del maestro Giuseppe Diotti e il morbido verismo di Piccio Carnovali, artista di punta dell'Accademia Carrara.

## Opere principali
- Prima comunione di San Luigi Gonzaga (1839), olio su tela, Collegio Convitto Celana, Caprino Bergamasco[2];
- Ritratto di Girolamo Scaramuzza (1839), olio su tela, collezione privata;
- Autoritratto (1840), olio su tela, Pinacoteca dell'Accademia Carrara, Bergamo[8];
- Ritratto del sarto Giuseppe Pallavicini (1840), olio su tela, Pinacoteca dell'Accademia Carrara, Bergamo[9];
- Predicazione del Battista (1842), olio su tela, Chiesa di San Leone, Cenate Sopra[10];
- San Giovanni Battista che predica alle turbe (1842), olio su tela, chiesa parrocchiale di Palazzago[11];